# Presa de gel
Una presa de gel (o embús de gel o barrera de gel) és una barrera natural que es produeix quan l'aigua d'un riu s'acumula a causa d'un bloqueig o tap produït pel gel. La barrera de gel es forma quan una glacera, o una capa de gel, produeix un estancament de les aigües de fusió o del drenatge natural per formar un llac de gel.
Definit per la International Association of Hydraulic Research (IAHR), un embús de gel és una "acumulació estacionària de gel fragmentat que restringeix el cabal" d'un riu o rierol. L'embús pot crear de forma efectiva una presa amb una acumulació de gel d'ancoratge al fons del riu. En els rius l'obstrucció pot suposar un canvi d'amplada, estructura, flexió o disminució de gradient.
Les inundacions degudes al gel són menys previsibles i potencialment més destructives que les inundacions en aigües obertes i poden produir inundacions molt més profundes i ràpides. Aquestes inundacions també poden produir-se en temps de congelació i poden deixar grans peces de gel enrere, però estan molt més localitzades que les inundacions en aigües obertes. Els embussos de gel també danyen l'economia provocant el tancament d'instal·lacions industrials al costat dels rius i interferint el transport dels vaixells. Els Estats Units tenen una pèrdua d'uns 125 milions de dòlars per pèrdues per embussos de gel a l'any.
També, a petita escala, és un problema en el manteniment de les cases a les zones de clima fred. Es tracta d'un vorell de gel que es forma en el sostre que no permet que es dreni l'aigua provinent de les acumulacions de neu al sostre.